# Nibong Tebal
Nibong Tebal is een stad in de Maleisische deelstaat Penang.
Nibong Tebal telt 2000 inwoners.